# Umnak
Umnak – jedna z wysp Aleutów, wchodząca w skład Wysp Lisich. Zajmuje powierzchnię 1776,76 km². Jest trzecią co do wielkości wyspą Aleutów i 19. w Stanach Zjednoczonych. W północno-wschodniej części wyspy położony jest wulkan Okmok.
W 2000 wyspa była zamieszkiwana przez 39 osób. Jedyną zamieszkaną miejscowością na wyspie jest Nikolski. W północno-wschodniej części wyspy znajduje się opuszczona baza amerykańskich sił powietrznych „Fort Glenn” zbudowana podczas II wojny światowej.